# Cremnomys cutchicus
Cremnomys cutchicus és una espècie de mamífer rosegador de la família dels múrids. És endèmic de l'Índia, on viu a altituds d'entre 150 i 1.500 msnm. Es tracta d'un animal nocturn. Els seus hàbitats naturals són els boscos caducifolis secs tropicals i subtropicals i els deserts. És una espècie en risc mínim, és a dir, no sembla que hi hagi cap amenaça significativa per a la seva supervivència. El seu nom específic, cutchicus, significa ‘de Kutch’ en llatí.